# Husskruehøvl
En husskruehøvl er beskrevet og afbildet hos G.A. Norman. Det er i grunden to, en skrubhøvl og en slethøvl, der er blevet anvendt af en blind drejer, der fremstillede husskruer (en slags donkraft til løft af træhuse ved reparation). Forenden af sålen har en klampe forsynet med en træskrue, og hælen er forlænget i en 40-50 cm lang pind. Muligvis er denne form for høvl enestående, og måske udviklet af denne mand, fordi han havde svært ved på anden vis at styre arbejdet. Ved fremstilling af husskruer blev emnet spændt op i drejebænken, mens høvlen hvilede mod et par langsgående lister. Husskruen havde den rette tykkelse, når bagenden af høvlen hvilede mod listen nærmest drejeren. Høvlen er at se på Husskrueværkstedet i Maihaugen, Lillehammer.

## Ekstern Henvisning
Norman, G. A.:	Husskruefremstilling i “De Sandvigske Samlingers årbok” 1931-46
- http://www.baskholm.dk/haandbog/haandbog.html Arkiveret 16. september 2008 hos  Wayback Machine Træsmedens Håndværktøj